# Belle et Sébastien (série de televisão)
Belle et Sébastien (Bell e Sebastião (título em Portugal) ) foi uma série de televisão francesa transmitida na Office de Radiodiffusion Télévision Française a 26 de setembro de 1965. Criada por Cécile Aubry com base no seu romance homónimo, foi protagonizada por seu filho Mehdi El Glaoui. Em Portugal, foi emitida pela Rádio e Televisão de Portugal, no ano de 1969.

## Sinopse
Recolhido numa cabana durante uma tempestade de inverno por César, o velho pastor, Sebastião (Sébastien), cuja mãe acaba de morrer dando à luz a ele, cresce com os dois netos de César, Jean e Angelina, que também são órfãos. Bell (Belle), um cão de montanha dos Pirenéus, nasce no mesmo dia que Sebastião.
Seis anos mais tarde, Sebastião e Bell se reencontram. Bell consegue escapar dum abrigo para animais, enquanto era perseguida pelos aldeões, e Sebastião salva sua vida. Eles tornam-se inseparáveis e juntos vivem grandes aventuras.

## Elenco

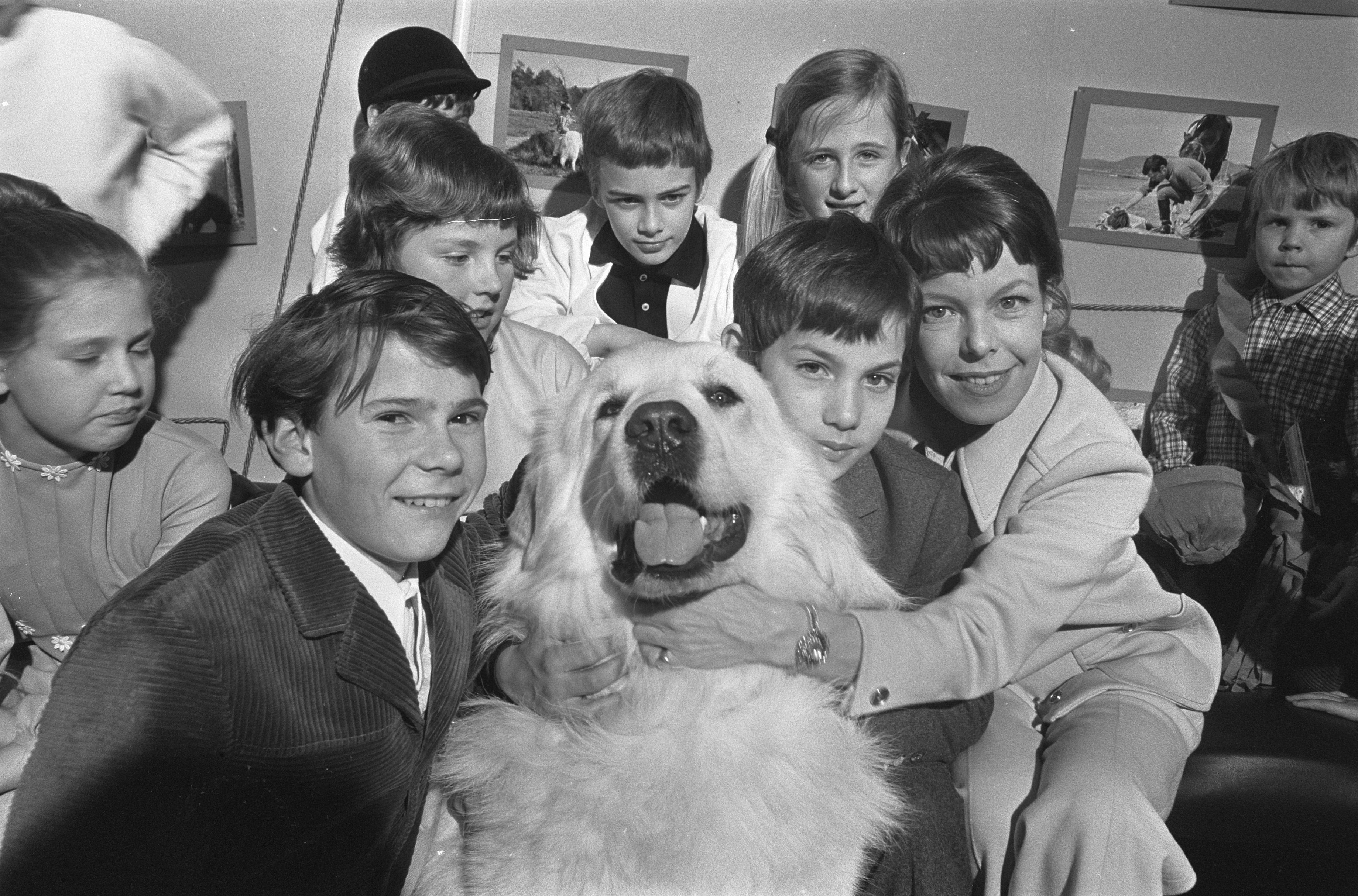
Cécile Aubry abraçando seu filho Mehdi El Glaoui, em 1969.

- Mehdi El Glaoui como Sebastião (Sébastien)
- Bell (Belle)
- Poutchi
- Edmond Beauchamp como César
- Maurice Poli como Norbert Legrand
- Dominique Blondeau como Jean
- Paloma Matta como Angelina
- Jean-Michel Audin como Doutor Guillaume
- Albert Dagnant como Johannot, o funcionário da alfândega
- Pierre Massimi como Berg, o funcionário da alfândega
- Hélène Dieudonné como Célestine
- René Blancard como Comissário
- Maryse Christophe como Victorine
- Géo Beuf como Moulin
- Jean Combal como Prefeito
- Pierre Cavallo como Georges
- Michel Garnier como Sylvain
- Claude Rossignol como Talhante
- Fernand Guiot como Traficante
- Jacques Gripel como Traficante
- Cécile Aubry como Narradora